# Regatul Castiliei
Regatul Castiliei (spaniolă: Reino de Castilla, latină: Regnum Castellae) a fost unul dintre regatele medievale creștine din Peninsula Iberică. A apărut ca o entitate autonomă politic în secolul al IX-lea. Acesta era numit comitatul de Castilia, originea numelui său provine de la modelul castelelor construite în regiune. A fost unul dintre regatele care au fondat Coroana de Castilia, și Regatul Spaniei.

## Istoria

### Apariția
Conform cronicilor lui Alfonso al III-lea de Asturias, prima referire la numele de "Castilia" pot fi găsite într-un document scris în anul 800. Originea numele provine de la o marcă pe frontiera de est a Regatului de Asturias, protejată de castele, turnuri și castre. Comitatul de Castilia, mărginită la sud de Montes de Toledo, a fost repopulată de locuitorii cu origini vizigote din Cantabria, Asturias și Vasconia. Primul contele de Castilia a fost Rodrigo în 850, vasal al regilor Ordoño I din Asturias și  Alfonso al III-lea de Asturias.
Ulterior, regiunea a fost împărțită, astfel Alava, Burgos, Cerezo și Lantarón, și o redusă Castilia. În 931 a fost reunificat comitatul de contele Fernan Gonzalez, care a creat o rebeliune împotriva regatului León, stat succesor al Asturiei, și a obținut un statut de autonomie, care permitea comitatului să fie moștenit de familia lui.

### Expansiune și unirea cu Leonul
García Sánchez, care conducea Castilia, a accepta căsătoria lui Sancho al III-lea de Navarra cu sora sa. García a fost asasinat în 1028 când să se căsătorească în Leon cu prințesa Sancha, sora lui Bermudo al III-lea de León. Sancho al III-lea la numit pe fiul său mai mic (nepotul lui García), Ferdinand, contele de Castilia, căsătorindu-l cu mireasa unchiului său, Sancha de León. În urma morții lui Sancho survenită în 1035, Castilia a revenit la controlul asupra Leónului, dar Ferdinand, aliindu-se cu fratele lui García Sánchez al III-lea de Navarra, a început un război cu cumnatul său, Bermudo. În bătălia de la Tamarón, Bermudo a fost ucis, fără a avea urmași. Prin dreptul soției sale, Ferdinand și-a asumat atunci titlul regal de rege de Leon și Castilia.
Când Ferdinand I a murit în 1065, teritoriile sale au fost împărțite între copiii săi. Sancho al II-lea a devenit rege al Castiliei, Alfonso al VI-lea, rege de León și García și regele Galiciei, în timp ce fiicele sale au moștenit orașe, Urraca, Zamora și Elvira, Toro.
Sancho al II-lea, s-a aliat cu Alfonso al VI-lea de Leon și împreună au cucerit, apoi împărțit Galicia. Sancho l-a atacat mai târziu pe Alfonso al VI-lea, invadând Leónul, cu ajutorul lui El Cid, și l-a condus pe fratele său în exil, reunind astfel cele trei regate. Urraca a permis celei mai mari parți a armatei leoneze să se refugieze în orașul Zamora. Sancho asediat orașul, dar regele a fost asasinat în 1072 de către Bellido Dolfos, un nobil din Galicia.
Trupele castiliene fiind obligate să se retragă. Ca urmare Alfonso al VI-lea a recuperat regatul Leónului, iar acum a devenit și rege al Castiliei și Galiciei. Aceasta a fost a doua unirea a Leónului și Castiliei, deși cele două regate au rămas entități distincte alăturate doar într-o uniune personală. Jurământul jurat de El Cid înaintea lui Alfonso al VI-lea în Santa Gadea de Burgos în ceea ce privește nevinovăția lui Alfonso în uciderea fratelui său este bine cunoscut.
Sub Alfonso al VI-lea a existat o apropriere cu restul regatelor europene, inclusiv Franța. El le-a căsătorit pe fiicelor sale, Elvira, Urraca și Theresa cu Raymond de Toulouse, Raymond de Burgundia și Henry de Burgundia. În Consiliul de la Burgos în 1080 ritul tradițional mozarabic a fost înlocuit cu cel romană. La moartea sa, Alfonso al VI-lea a fost urmat de fiica sa, Urraca văduvă, care sa căsătorit mai apoi cu Alfonso I de Aragon, dar aproape imediat a căzut, și Alfonso a încercat fără succes să cucerească terenurile soției sale, Urraca.
Urraca, de asemenea, a trebuit să se confrunte cu încercări ale fiului ei din prima căsătorie, regele Galiției, să își revendice drepturile sale. Atunci când a murit Urraca, fiul său a devenit rege al Castiliei și Leónului ca Alfonso al VII-lea. În timpul domniei sale, Alfonso al VII-lea a reușit să anexeze regatele mai slabe, Navarra și Aragon, care s-au luptat pentru a se separa după moartea lui Alfonso I de Aragon. Alfonso al VII-lea și-a refuzat dreptul său de a cuceri coasta mediteraneană pentru o nouă uniune a Aragonului cu comitatul de Barcelona.

### O legătură între creștinism și islam
În timpul secolului al XII-lea, Europa s-a bucurat cu un mare progres în realizări intelectuale, în regatul Castiliei s-a declanșat din pricina recuprării în 1085 a marelui centrului cultural, Toledo. Clasice islamice au fost descoperite, și au fost studiate cunoștințele din lucrările oamenilor de știință musulmani.
În prima jumătate al secolului un program de traduceri, în mod tradițional numit "Școala din Toledo", a fost realizat cu scopul traducerii lucrărilor filozofice și științifice din greacă clasică și cea a lumii islamice în limba latină. Mulți oameni de știință europeni, inclusiv Daniel de Morley și Gerard din Cremona au călătorit în Toledo pentru a-și continua educație.
Calea Sfântului Iacob îmbunătățise în continuare schimbul cultural între regatele de Castilia și León, precum și cu restul Europei. În secolul al XII-lea a fost stabilite numeroase noi ordine religioase, după moda europeană, cum ar fi Calatrava, Alcantara și Santiago, precum și construcția multor mănăstiri cisterciene.

### Unirea definitivă între Castilia și Leon
Alfonso al VII-lea a restaurat tradiția regală a împărțirii regatului său între copiii săi. Sancho al III-lea a devenit rege al Castiliei și Ferdinand al II-la, regele León. Rivalitatea între cele două regate au continuat până în 1230 când Ferdinand al III-lea de Castilia a primit regatul León de la tatăl său, Alfonso al IX-lea, după ce a primit în prealabil regatul Castiliei de la mama sa, Berenguela de Castilia, în 1217.
În plus, el a profitat de declinul Imperiului Almohad cucerind Valea Guadalquivir în timp ce fiul său, Alfonso a luat Taifa de Murcia. Instanțele din Leon și Castilia au fuzionat, un eveniment considerat ca întemeierea Coroanei Castiliei, constând din regatele Castilia, Leon, taife și alte domenii cucerite de la mauri, inclusiv Taifa de Córdoba, Taifa de Murcia, Taifa de Jaén și Taifa de Sevilla.

### Casa de Tratámara
Casa de Trastámara a fost o dinastie ce a condus Castilia între anii 1369 și 1504, Aragon 1412 - 1516, Navarra 1425 - 1479, și Napoli 1442 - 1501. Numele său a fost luat de la contele sau ducele de Trastámara. Acest titlu a fost utilizat de către Henric al II-lea de Castilia înainte de a ocupa tronul în 1369, în timpul războiului civil cu fratele său legitim, regele Petru de Castilia. Ioan al II-lea a condus Aragonul între 1458 și 1479, iar după moartea sa, fiica lui Ioan a devenit regina Eleanor de Navarra și fiul său a devenit Regele Ferdinand al II-lea de Aragon.

### Uniunea dintre coroanele de Castilia și Aragon
Căsătoria lui Ferdinand al II-lea și a reginei Isabella I de Castilia, în 1469, la Palacio de los Vivero în Valladolid, a început o uniune familială a celor două regate. Ei au devenit cunoscuți sub numele de regii catolici (los Reyes Católicos). Isabella a succedat fratelui ei ca regină a Castiliei și Ferdinand a devenit prin dreptul soției sale rege de Castilia în 1474.
Când Ferdinand i-a succedat tatălui său ca rege al Aragonului in 1479, Coroana de Castilia și Coroana de Aragon s-au unit într-o uniune personală a creat pentru prima dată de la secolul al optulea o singură unitate politică menționat ca España (Spania). Politica de început, Los Reyes Catolicos, utilizată pentru a diminua puterea burgheziei și nobilimii în Castilia, a funcționat în special în cazul Cortes-ului (Instanțe generale).

### Secolul al XVI-lea
La moartea Isabellei în 1504, fiica ei, Ioana, a devenit regină, cu soțul ei, Filip I ca rege. După moartea tatălui Ioanei a fost regent, din cauza bolii ei psihice percepute, fiul ei Carol I de doar șase ani. La moartea lui Ferdinand al II-lea în 1516, Carol I a fost proclamat ca rege al Castiliei și Aragonului (în autoritate), în comun cu mama Ioanei I ca regina Aragonului (în nume). El a devenit cunoscut sub numele de Carol al V-lea, împărat al Sfântului Imperiu Roman.

## Guvernarea
Ca și în alte regate medievale, puterea supremă a fost înțeleasă de populație în monarh prin harul lui Dumnezeu, așa cum a explicat formula juridică. Cu toate acestea, comunitățile rurale și urbane au început să formeze ansambluri de a emite reglementări care să se ocupe de problemele de zi cu zi. În timp, aceste ansambluri au evoluat în consiliile municipale, cunoscute sub nume variate ca "ayuntamientos" sau "cabildos". Prin secolul al XIV-lea aceste consilii au câștigat mai multe puteri, cum ar fi dreptul de a alege magistrați și ofițeri municipali (alcaldes, purtători de cuvânt, clerici etc.) și reprezentanți către parlamentele (Cortes).
Datorită puterii în creștere a consiliilor municipale și nevoia de comunicare între acestea și regele, Cortes-ul a fost stabilit în Regatul León, în 1188, și în Castilia în 1250. La început Cortes-ul leonez și castilian, locuitorii orașelor (cunoscut sub numele de laboratores) au format un mic grup de reprezentanți, neavând puteri legislative, dar acestea au fost o legătură între rege și marea parte a populației. În cele din urmă reprezentanții orașelor au câștigat dreptul de a vota în Cortes, de multe ori aliindu-se cu monarhii împotriva unor nobili.

## Vezi și
- Regatul Portugaliei
- Al-Andalus
- Reconquista

## Legături externe
- en  Regatul Castiliei(1157-1212)